# Rémy Labeau Lascary
Rémy Labeau Lascary (Les Abymes, 3 marzo 2003) è un calciatore francese, attaccante del Lens.

## Carriera
Cresciuto nel settore giovanile del Lens, debutta in prima squadra il 29 dicembre 2022, in occasione dell'incontro di Ligue 1 pareggiato per 0-0 contro il Nizza. Il 9 gennaio 2023 firma il suo primo contratto professionistico con i Sang et Or, di durata triennale.

## Statistiche

### Presenze e reti nei club
Statistiche aggiornate all'8 aprile 2023.
| Stagione        | Squadra         | Campionato      | Campionato | Campionato | Coppe nazionali | Coppe nazionali | Coppe nazionali | Coppe continentali | Coppe continentali | Coppe continentali | Altre coppe | Altre coppe | Altre coppe | Totale | Totale |
| Stagione        | Squadra         | Comp            | Pres       | Reti       | Comp            | Pres            | Reti            | Comp               | Pres               | Reti               | Comp        | Pres        | Reti        | Pres   | Reti   |
| --------------- | --------------- | --------------- | ---------- | ---------- | --------------- | --------------- | --------------- | ------------------ | ------------------ | ------------------ | ----------- | ----------- | ----------- | ------ | ------ |
| 2021-2022       | Lens 2          | N2              | 25         | 4          |                 | -               | -               |                    | -                  | -                  |             | -           | -           | 25     | 4      |
| 2022-2023       | Lens 2          | N3              | 11         | 8          |                 | -               | -               |                    | -                  | -                  |             | -           | -           | 11     | 8      |
| Totale Lens 2   | Totale Lens 2   | Totale Lens 2   | 36         | 12         |                 | -               | -               |                    | -                  | -                  |             | -           | -           | 36     | 12     |
| 2022-2023       | Lens            | L1              | 9          | 0          | CF              | 2               | 0               |                    | -                  | -                  |             | -           | -           | 11     | 0      |
| Totale carriera | Totale carriera | Totale carriera | 45         | 12         |                 | 2               | 0               |                    | -                  | -                  |             | -           | -           | 47     | 12     |